# (5454) Kojiki
(5454) Kojiki (1977 EW5) – planetoida z pasa głównego asteroid okrążająca Słońce w ciągu 5,66 lat w średniej odległości 3,17 j.a. Odkryta 12 marca 1977 roku.